# Meshwesh
Os Meshwesh ou Mexuexe (frequentemente abreviados no antigo egípcio como Ma) eram uma antiga tribo líbia de origem berbere, juntamente com outros grupos como Libu e Tehenu/Tjemehu, além de alguns dos povos do mar.
Os primeiros registros dos Meshwesh datam da Décima Oitava Dinastia do Egito, durante o reinado de Amenotepe III (c. 1390 - 1350 a.C.). Durante as 19ª e 20ª dinastias (c. 1295 – 1075 a.C.), os Meshwesh estavam em conflito quase constante com o estado egípcio. No final da 21ª Dinastia, um número crescente de líbios Meswesh começou a se estabelecer na região do Delta Ocidental do Egito. Eles finalmente tomariam o controle do país durante o final da 21ª Dinastia, primeiro sob o comando de Osocor, o Velho. Após um interregno de 38 anos, durante o qual os reis nativos egípcios Siamom e Psusenés II assumiram o trono, os Meshwesh governaram o Egito durante as 22ª e 23ª dinastias sob muitos faraós como Sisaque I, Osocor I, Osocor II, Sisaque III e Osocor III.

## Origens líbias

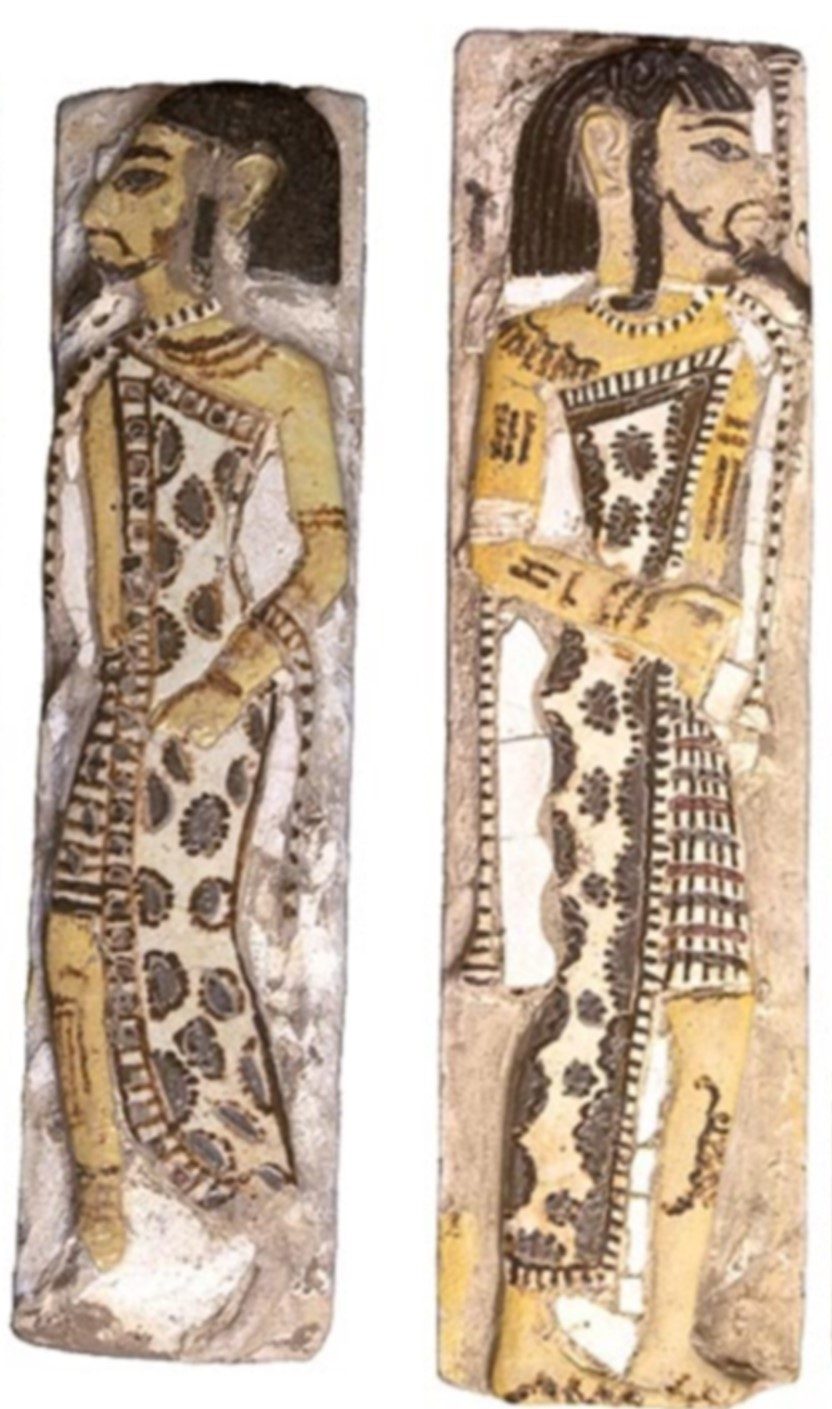
Cerâmicas dos antigos líbios do Norte da África

É explicitamente declarado que os Meshwesh eram de origem líbia em uma genealogia contida na estela de Pasenhor (datada do reinado de Sisaque V), onde os grandes chefes dos Meshwesh (incluindo os reis da 22ª Dinastia) são declarados descendentes de "Buyuwawa, o Líbio". A origem líbio-berbere dos Meshwesh também é indicada em seus nomes pessoais (como Osocor, Taquelote, Nimlot, Sisaque, etc.) e em um punhado de títulos não egípcios usados por essas pessoas que estão relacionados às línguas berberes. Depois dos egípcios, os gregos, romanos e bizantinos mencionaram várias outras tribos na Líbia. Nomes tribais posteriores diferem dos egípcios, mas, provavelmente, algumas tribos foram nomeadas nas fontes egípcias e também nas posteriores. A tribo Meshwesh representa essa suposição. Alguns estudiosos argumentam que seria a mesma tribo chamada Mazyes por Hecateu de Mileto e Maxyes por Heródoto, enquanto a tribo era chamada Mazices e Mazax em fontes latinas.

## História

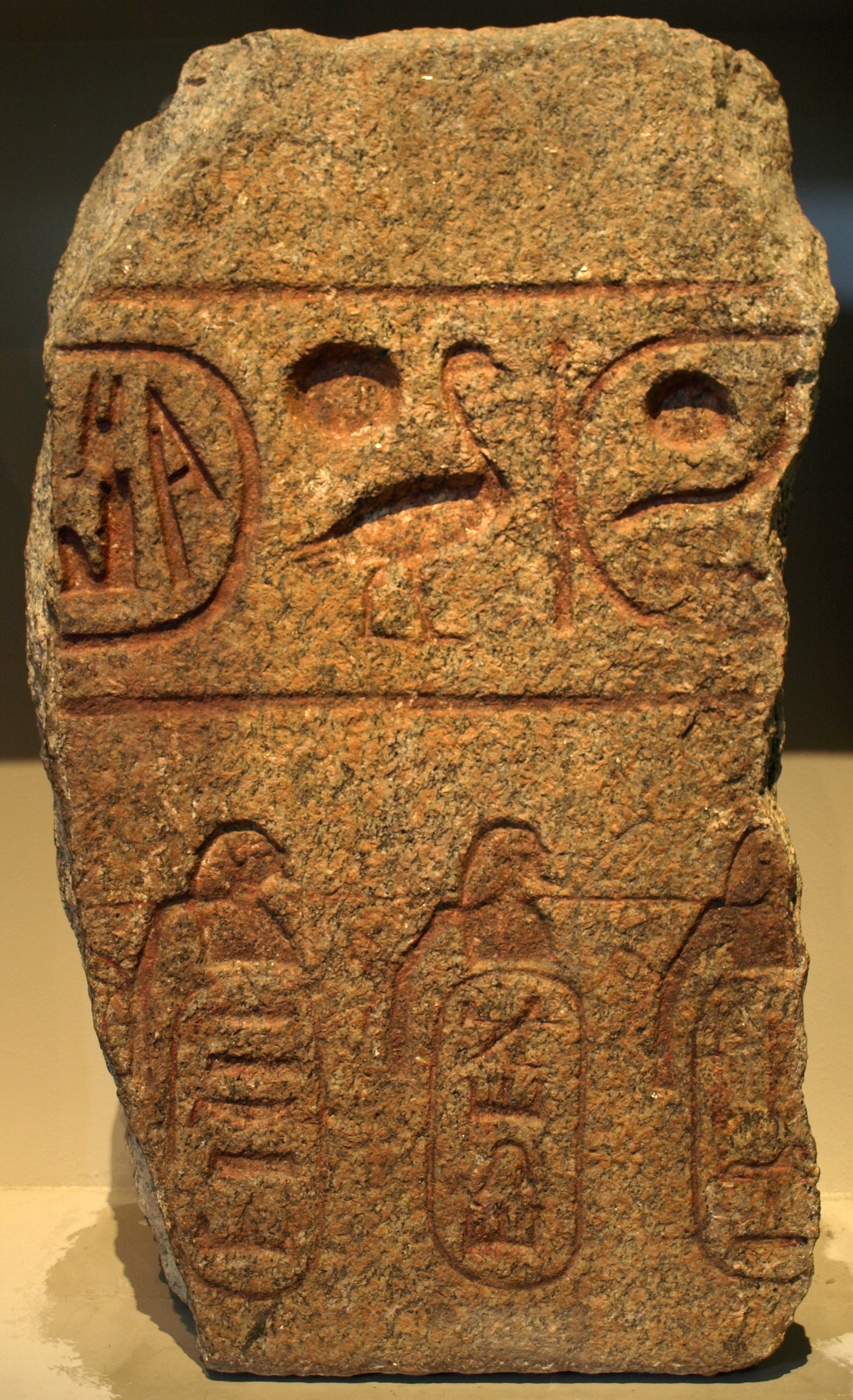
Um bloco de pedra que nomeia os Meshwesh (fileira inferior, meio) entre os grupos estrangeiros capturados sob Ramsés II

Os Meshwesh são conhecidos em textos egípcios antigos desde a 18ª Dinastia, onde são mencionados como uma fonte de gado fornecida ao palácio do rei Amenotepe III em Malcata. Isso indica que pode ter havido alguma relação comercial entre os Meshwesh e os egípcios naquela época. No mínimo, pode-se dizer que os egípcios estavam familiarizados com o Meshwesh. Durante o restante da XVIII Dinastia, as informações sobre Meshwesh ou os líbios em geral são vagas. Há, no entanto, representações de líbios (talvez Meshwesh) do reinado de Aquenáton, incluindo um papiro notável retratando um grupo de líbios matando um egípcio. Entretanto, o papiro é fragmentário, então não se sabe qual foi o contexto histórico. Os Meshwesh ou Ma eram pastores caçadores nômades, que viviam de suas cabras, camelos e outros animais, enquanto caçavam e coletavam ao mesmo tempo. Leite, carne, couro e lã eram coletados de seus rebanhos para alimentação, tendas e roupas.
As primeiras fontes do antigo Egito descreviam os homens Meshwesh com tatuagens e cabelos longos, com mechas laterais mais longas na frente, enquanto séculos depois eles aparecem com cabelos mais curtos de influência egípcia, mas trançados e com contas, cuidadosamente repartidos em ambos os lados a partir das têmporas e decorados com uma ou duas penas presas a faixas de couro ao redor do topo da cabeça. Eles ainda usavam as mesmas vestes de antes, um fino manto de couro de antílope, tingido e estampado, cruzando um dos ombros e descendo até o meio da panturrilha para formar uma túnica aberta sobre uma tanga com uma bainha de falo adornada, sendo a única exceção a nova adição de um kilt acima dos joelhos e uma cauda de animal no estilo egípcio do rei Narmer e o adorno de falo sobre ela. Os homens usavam os pelos faciais aparados, exceto no queixo, e os homens mais velhos mantinham os tufos mais longos do queixo trançados. As mulheres usavam as mesmas vestes que os homens, cabelos trançados e enfeitados, e ambos os sexos usavam joias pesadas. Imagens posteriores mostraram que eles aceitaram e adaptaram algumas túnicas gregas ou macedônias. As armas incluíam arcos e flechas, machados, lanças e punhais.

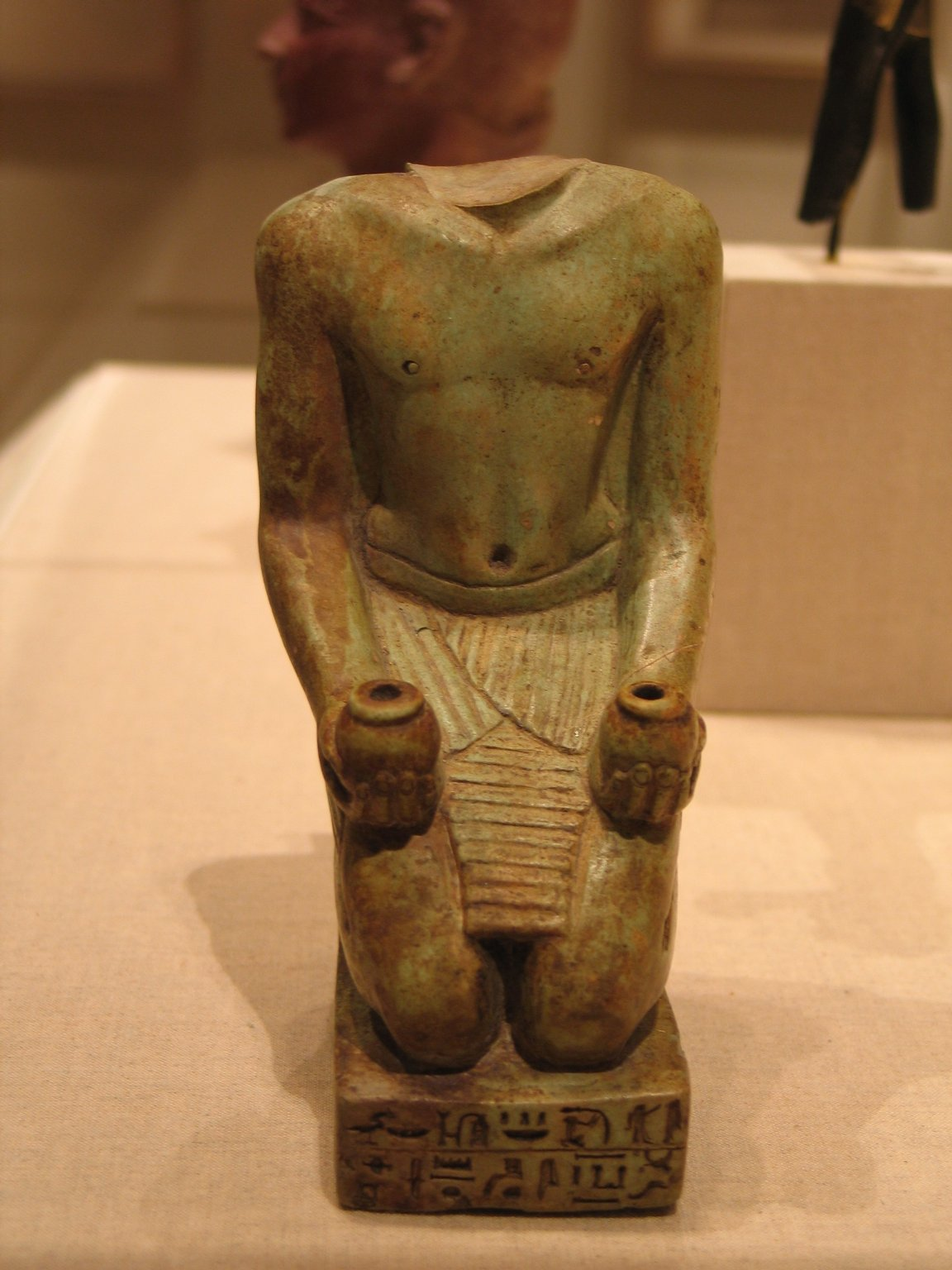
Estátua ajoelhada de Nesbanebdjedet (V), "Grande Chefe dos Ma" em Mendes, ca. 755-730 a.C. Museu do Brooklyn

As relações entre os líbios e os egípcios durante o Período Ramséssida eram tipicamente de conflito constante. Relevos de batalha em Carnaque do reinado de Seti I retratam o rei em combate com as massas líbias; no entanto, o texto apenas descreve os líbios como sendo Tjehenu, um dos termos genéricos para "líbio" na língua egípcia, em vez de uma designação tribal específica. Durante o reinado seguinte, o de Ramsés II, os egípcios construíram uma série de fortalezas costeiras que se estendiam para oeste até a região de Marsa Matruh, incluindo al-Alamayn e Zawayat Umm al-Rakham. A presença dessas fortalezas indica uma séria ameaça vinda do Ocidente, e Ramsés afirma ter derrubado os líbios em vários textos retóricos. Entretanto, assim como no caso de Seti I, ele não especifica se os Meshwesh estavam envolvidos ou não.
Durante o reinado de Merneptá, parece que o sistema de alerta precoce da época de seu pai caiu em desuso, pois houve uma invasão líbia inesperada no Delta do Nilo e nos Oásis Ocidentais no quinto ano de seu reinado. Diferentemente de seus predecessores, Merenptá afirma em seus relevos de batalha em Carnaque que foi principalmente a tribo Libu que liderou o conflito, mas que Meshwesh e os aliados do Povo do Mar também estavam envolvidos. De fato, Merenptá afirma que "9.100 espadas de Meshwesh" foram capturadas. (Este conflito também é descrito na Estela de Merneptá, também conhecida como Estela de Israel.)

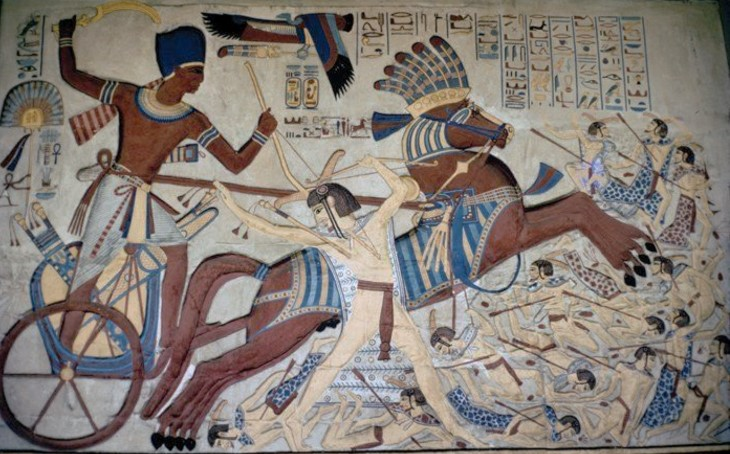
Ramsés III atacando o Meshwesh

Cerca de vinte e cinco anos depois, durante o reinado de Ramsés III, o crescente conflito entre egípcios e líbios chegou ao auge. Desta vez, foram os Meshwesh que instigaram o conflito, embora outras tribos líbias e seus aliados do Povo do Mar estivessem envolvidos em duas grandes campanhas contra o rei egípcio, nos anos de reinado 5 e 11 de Ramsés III. No entanto, a campanha do 11º ano se preocupou quase exclusivamente com os Meshwesh. Ramsés reivindicou a vitória e estabeleceu os Meshwesh em campos de concentração militares no Médio Egito para forçar sua assimilação à cultura egípcia e pressioná-los a prestar serviço militar ao estado egípcio. De acordo com o Papiro Harris I, Ramsés "os estabeleceu em fortalezas do Rei Vitorioso, eles ouviram a língua do povo [egípcio], servindo ao Rei, ele fez sua língua desaparecer".
Um texto do Terceiro Período Intermediário menciona a existência de pelo menos cinco "Fortalezas de Meshwesh" na área de Heracleópolis Magna ; estas foram provavelmente as estabelecidas por Ramsés. Ao longo da XX Dinastia, vários textos em óstracos e papiros mencionam ataques de homens da tribo Meshwesh até o sul de Tebas, onde os trabalhadores de Deir el-Medina foram forçados a buscar proteção dentro do templo mortuário de Medinet Habu.
Durante o final do Terceiro Período Intermediário, o Delta do Nilo hospedou os quatro grandes reinos dos Meshwesh, cada um governado por um "Grande Chefe dos Ma", cujos assentos de poder estavam nas cidades de Mendes, Sebénito, Busiris e Per-Sopdu, respectivamente; outros reinos menores, liderados por um simples "Chefe dos Ma", estavam localizados em Saís e Pharbaithos.